# Мустассааре
Мустассааре (ест. Mustassaare) — село в Естонії, входить до складу волості Виру, повіту Вирумаа. До 2017 року входило до складу волості Симерпалу.